# Monty Python's Previous Record
Monty Python's Previous Record è il terzo album studio dei Monty Python inciso nel 1972.

## Tracce

### Lato A
1. Embarassement/Book at Bedtime - 3:06
2. Dennis Moore - 0:52
3. Money Programme - 1:55
4. Dennis Moore Continues - 0:51
5. Australian Table Wines - 1:26
6. Argument Clinic - 3:37
7. Putting Budgies Down - 1:00
8. Eric the Half-a-Bee - 2:50
9. Travel Agency - 3:46

### Lato B
1. Radio Quiz Game - 1:27
2. A Massage/Silly Noise Quiz - 1:37
3. Miss Anne Elk - 2:47
4. We Love the Yangtze - 1:28
5. How-To-Do-It Lesson - 1:05
6. A Minute Passed - 1:09
7. Eclipse of the Sun - 2:01
8. Alistair Cooke - 0:22
9. Wonderful World of Sound - 2:05
10. The Tale of Happy Valley - 6:42